# Corteson
Corteson (en francès Courthézon) és un municipi francès situat al departament de la Valclusa i a la regió de Provença – Alps – Costa Blava. L'any 1999 tenia 5.364 habitants.

## Demografia
| Evolució de la població INSEE |      |      |      |      |      |      |      |      |
| 1793                          | 1800 | 1806 | 1821 | 1831 | 1836 | 1841 | 1846 | 1851 |
| -                             | -    | -    | -    | -    | -    | -    | -    | -    |

| 1856 | 1861 | 1866 | 1872 | 1876 | 1881 | 1886 | 1891 | 1896 |
| ---- | ---- | ---- | ---- | ---- | ---- | ---- | ---- | ---- |
| -    | -    | -    | -    | -    | -    | -    | -    | -    |

| 1901 | 1906 | 1911 | 1921 | 1926 | 1931 | 1936 | 1946 | 1954 |
| ---- | ---- | ---- | ---- | ---- | ---- | ---- | ---- | ---- |
| -    | -    | -    | -    | -    | -    | -    | -    | -    |

| 1962 | 1968 | 1975 | 1982 | 1990 | 1999 | 2006 | 2011 | 2016 |
| ---- | ---- | ---- | ---- | ---- | ---- | ---- | ---- | ---- |
| 3575 | 3947 | 4337 | 4498 | 5166 | 5364 | -    | -    | -    |

| 2019 | - | - | - | - | - | - | - | - |
| ---- | - | - | - | - | - | - | - | - |
| -    | - | - | - | - | - | - | - | - |

## Administració
| Període   | Identitat            | Partit        |
| --------- | -------------------- | ------------- |
| 1945-1953 | Alfred Onde          |               |
| 1953-1971 | Jean Fauchet         |               |
| 1971-1977 | Paule Viaud          | PS            |
| 1977-1989 | Camille Saint-Pierre | PS            |
| 1989-     | Alain Rochebonne     | Divers droite |

## Agermanaments
- Buti

## Fills il·lustres
- Joseph Saurin (1659-1737), matemàtic.